# Het Baken (Blerick)
Het Baken (ook: Het Nieuwe Baken) was een protestants kerkgebouw aan de Garnizoenweg in de Nederlands-Limburgse plaats Blerick, gemeente Venlo. De kerk stond een kleine honderd meter vanaf spoorlijn Venlo-Nijmegen in een grote tuin. De nabije omgeving werd gedomineerd door een kazerne, een scholencomplex, het spoor en de Maas.
De gereformeerde gemeente van Venlo beschikte sinds 1911 over een kerkgebouw aan het Nolensplein maar dat werd in 1968 wegens bouwvalligheid gesloopt. Sindsdien was men te gast bij de hervormden in de Joriskerk.
In 1974 werd Het Baken, een blokvormige zaalkerk, te Blerick gebouwd. Het gebouw was bekleed met sierbetonsteentjes in pasteltint. Het interieur kenmerkte zich door een houten plafond en, bij protestantse kerken minder gebruikelijk, een zaalinrichting met zicht op een koor-achtige liturgische ruimte.
In 1986 begon de samenwerking met de hervormden vorm te krijgen. Gezamenlijke diensten werden in Het Baken én in de Joriskerk gehouden. Uiteindelijk werd Het Baken afgestoten. Het gebouw kwam leeg te staan en werd verkocht aan de Venlose Vrije Baptistengemeente, later Bijbelgemeente Venlo. Dit leidde tot een aantal wijzigingen in het interieur. Ten behoeve van de volwassenendoop door onderdompeling kwam een groot doopbekken in de kerkzaal te staan. Omdat de Bijbelgemeente geen gebruik maakt van een orgel werd dit verwijderd.
Het Baken is rond 2010 gesloopt in verband met herinrichting van het gebied.